# Siły opozycji (Libia)

Flaga Libii w latach 1951–1969, używana podczas rewolucji z 2011 roku.

Siłami opozycji w Libii lub siłami rebelianckimi – nazywa się ugrupowania prowadzące walkę z rządem Muammara al-Kaddafiego. Zalicza się do nich m.in. organizacje prowadzące walkę zbrojną z reżimem, libijskich dyplomatów, który już nie wspierają Kaddafiego i kierowanego przez niego rządu oraz wojskowych, którzy przeszli na stronę protestujących.

## Ugrupowania opozycyjne do rządów Kaddafiego
- Narodowa Rada Tymczasowa
- Libijska Armia Ludowa
  - Wolne Libijskie Siły Powietrzne
- Narodowa Konferencja na rzecz Libijskiej Opozycji
  - Narodowy Front na rzecz Ocalenia Libii
  - Libijska Liga na rzecz Praw Człowieka
- Libijski Ruch Młodych
- Jaysh-e-Libi al-Hurra
- Al-Kaida Islamskiego Maghrebu[3]